# معجزة في الزنزانة 7
معجزة في الزنزانة 7 فيلم دراما تركي من إخراج محمد أدا أوزتكين، بطولة أراس بولوت إينيملي، نيسا صوفيا أكسونغور، جليلة تويون، ايلكر اكسوم، مسعود أكوستا، دنيز بايسال، يورداير أوكور وسارب آك-كايا.    مقتبس من الفيلم الكوري الجنوبي معجزة الزنزانة رقم 7. وكان الفيلم الأكثر مشاهدة في تركيا في 2019. 

## القصة
تدور الأحداث حول الفقراء الذي يتم ظلمهم من قبل الدولة ومحاكم العدل، ويجسد البطل أراس بولوت إينيملي دور ميمو وهو رجل فقير يتم اتهامه بقتل ابنة قائد عسكري وتسعى ابنته الصغيرة لتبرئته من خلال العثور على شهود.
و يتم إلصاق التهمة بميمو ظلماً وإرغامه على أن يبصم على اعترافه بالقتل رغم أنه ليس بكامل قواه العقلية ولم يعترف بجريمته. ويبدأ الفيلم في عام 2004 لحظة إعلان إلغاء حكم الإعدام في تركيا، وتكون ابنة أوفا ابنة ميمو أصبحت شابة وتستمع لبيان إلغاء عقوبة الإعدام، وتعود بها الذاكرة إلى قريتها وهي طفلة وتتذكر الجريمة التي اتُّهم بها والدها ظلماً وحكم عليه بالإعدام.

## طاقم العمل
- أراس بولوت إينيملي: ميمو
- نيسا صوفيا أكسونغور: أوفا
- جليلة تويون: فاطمة
- ايلكر أكسوم: أسكروزلو
- مسعود أكوستا: يوسف
- دنيز بيسال: المعلمة مينة
- يورداير أوكور: المقدم أيدين
- سارب آك-كايا : المدير نايل
- يلدراي شاهينلار: حافظ
- دنيز جليل أوغلو: النقيب فاروق
- فريد كايا: علي
- سرحان أونات: سليم لاعب القاعدة في البيسبول
- ايمره يتيم: أينا
- جولشين كولتور شاهين: خديجة
- جنكات أيدوس: الجندي الهارب
- دوغوكان بولات: توفيق
- خيال كوسه أوغلي: أوفا في شبابها
- سرحات أوستونداغ
- نادي جولار
- أوزغور ديريلي
- بصري ال بيرق
- أوزغور أوشار
- ميرت زعيم
- سردار أكولكار

## وصلات خارجية
- معجزة في الزنزانة 7 على موقع IMDb (الإنجليزية)
- معجزة في الزنزانة 7 على موقع روتن توميتوز (الإنجليزية)
- معجزة في الزنزانة 7 على موقع نتفليكس (الإنجليزية)
- معجزة في الزنزانة 7 على موقع ألو سيني (الفرنسية)
- معجزة في الزنزانة 7 على موقع قاعدة بيانات الفيلم (الإنجليزية)
- معجزة في الزنزانة 7 على موقع ليتربوكسد (الإنجليزية)
- معجزة في الزنزانة 7 على موقع كينوبويسك (الروسية)
- 10431500  في قاعدة بيانات الأفلام على الإنترنت (بالإنجليزية)
- kogustakimucize على تويتر.
- معجزة في الزنزانة 7 على إنستغرام
- معجزة في الزنزانة 7 على موقع يوتيوب .